# Stokłosa żytnia
Stokłosa żytnia, s. kostrzeba (Bromus secalinus L.) – gatunek rośliny jednorocznej (czasami dwuletniej) z rodziny wiechlinowatych. Jest gatunkiem rodzimym w strefie umiarkowanej Eurazji. Jako gatunek introdukowany rośnie w północnej Europie, wschodniej Azji, północnej Afryce, w Australii i na obu kontynentach amerykańskich. W Polsce ma status archeofita i jest dość rozpowszechniony, zwłaszcza na południowym wschodzie. Rośnie głównie jako chwast w zbożach ozimych.

## Morfologia

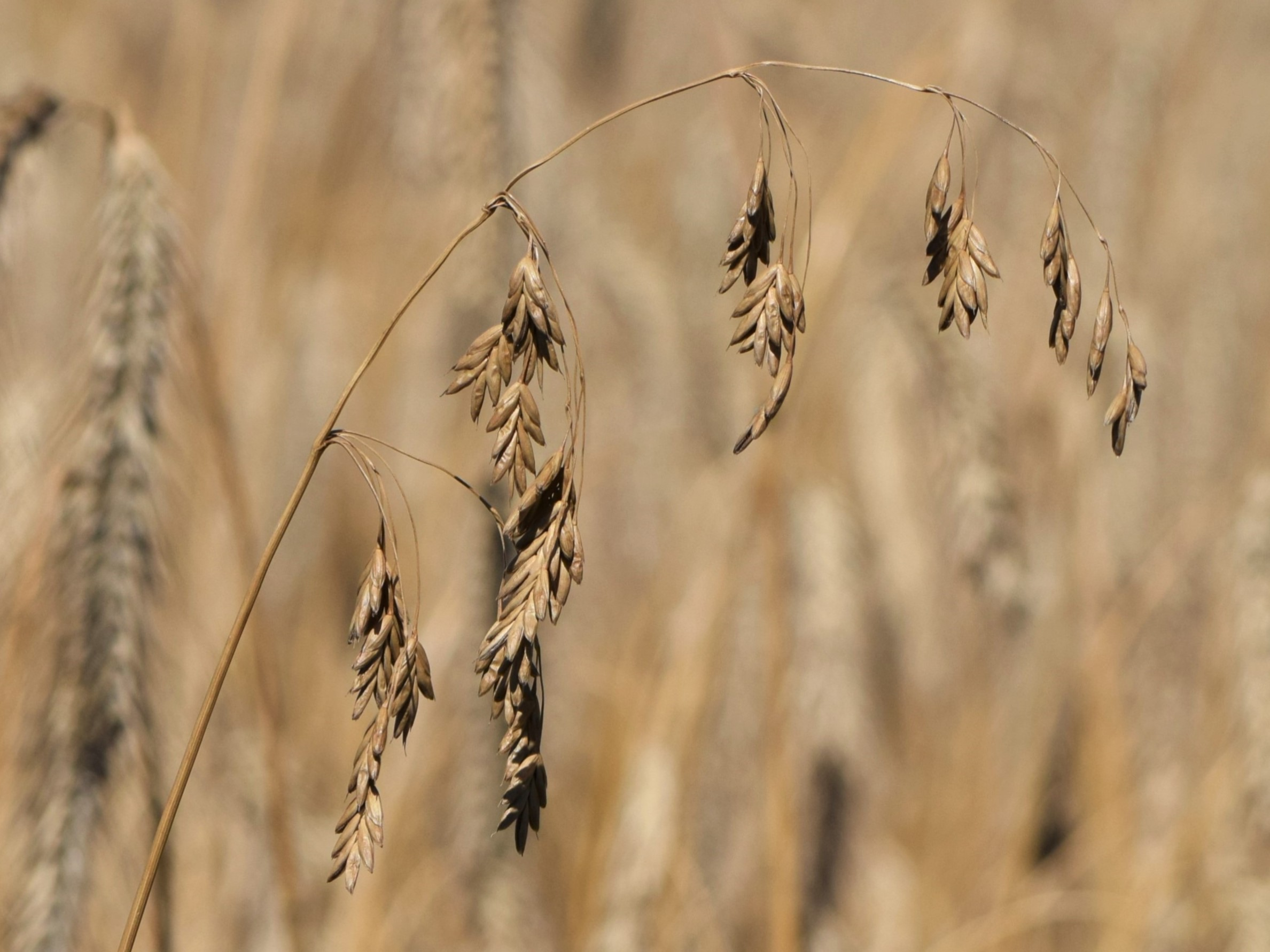
Kwiatostan w czasie owocowania

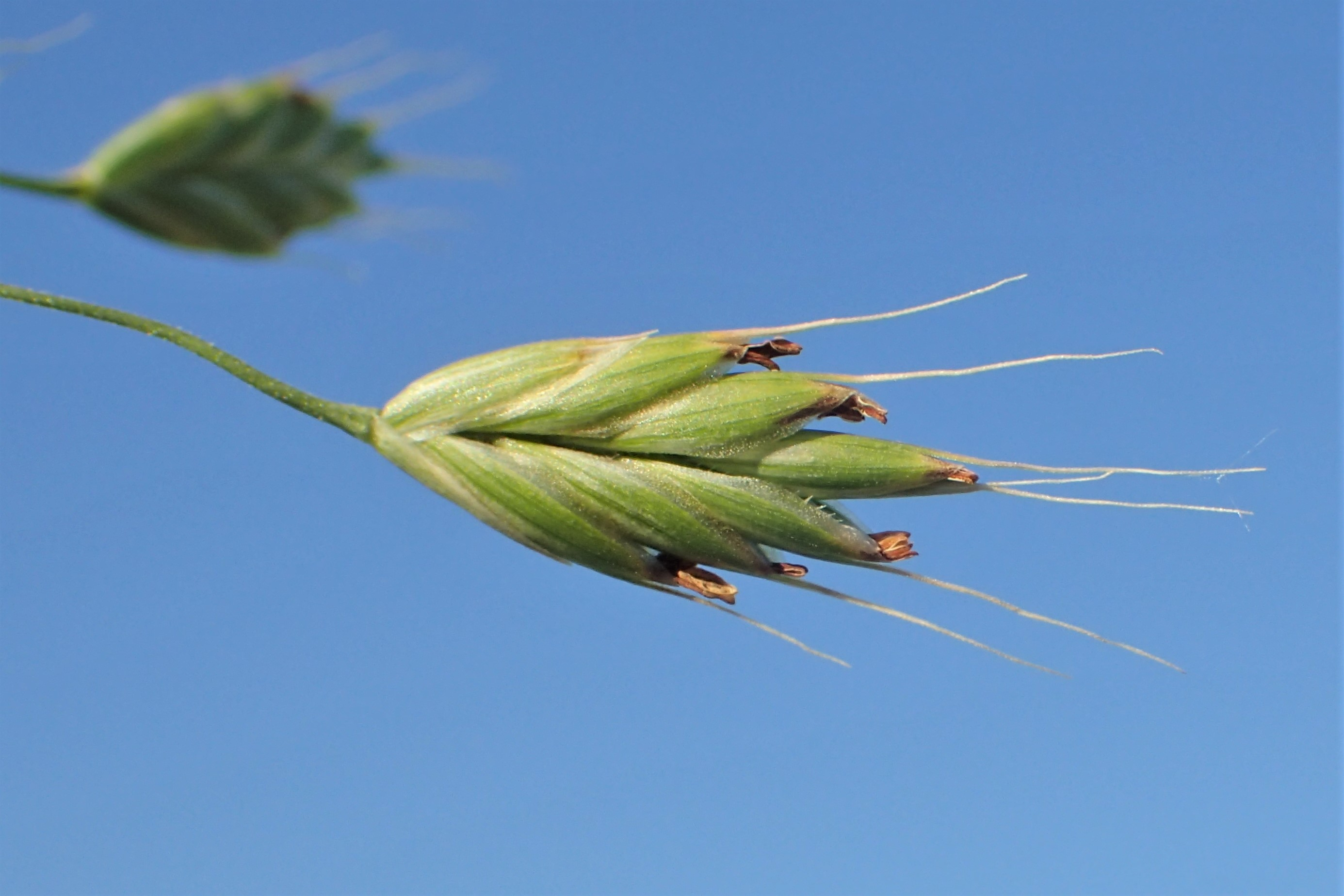
Kłosek

ŁodygaŹdźbła o wysokości do 120 cm.
LiściePochwy liściowe rurkowate, zaokrąglone po stronie grzbietowej, prawie nagie. Języczki liściowe mają długość od 1 do 2 mm, są lekko ząbkowane. Płaskie blaszki liściowe o długości od 10 do 25 cm, o szerokości do 10 mm, zaostrzone, szorstkie.
KwiatyZebrane w prostą, rozpierzchłą wiechę o długości 15–20 cm. Wiecha dość często jest jednostronna, a po przekwitnięciu zwisająca. Ma ona wydłużone gałązki z kilkoma kłoskami. Zielone, obłego kształtu kłoski mają długość 15–20 mm i składają się u różnych odmian stokłosy z 5–17 kwiatków. Ich ość rozpada się dość późno. Plewa dolna ma 3–7 nerwów, górna 5–9. Plewki w kwiatach mają długość 6,5–9 mm, a ich ość do 8 mm. Plewki dolne są na grzbiecie zaokrąglone i w okresie owocowania mają zwinięte brzegi. Plewka górna o długości mniej więcej równej długości plewki dolnej. Pylniki o długości 1–2 mm są zamknięte (klejstogamia). Roślina samopylna.
OwocDość gruby ziarniak, o podwiniętych brzegach z rowkami na grzbietowej stronie.

## Biologia i ekologia
Jest chwastem segetalnym rosnącym w uprawach pszenicy i żyta na wilgotnych glebach. Poza tym występuje na przydrożach i ugorach. Kwitnie od czerwca do lipca. W klasyfikacji zbiorowisk roślinnych gatunek charakterystyczny dla O. Centauretalia cyanii, Ass. Vicietum tetraspermae, Ass. Consolido-Brometum. Liczba chromosomów 2n = 28.

## Zagrożenia
Roślina umieszczona na Czerwonej liście roślin i grzybów Polski pośród gatunków narażonych na wyginięcie (kategoria zagrożenia V).

## Znaczenie i zastosowanie
- Jest chwastem zbóż znanym już z okresu neolitu. Miejscami stokłosa ta była też uprawiana jako zboże.
- Przed rozpowszechnieniem się metod chemicznego zwalczania chwastów w zbożach nasiona stokłosy żytniej miały dość znaczny udział w plonach i spożywane były razem ze zbożami, zwłaszcza w czasach prehistorycznych, gdy nie oczyszczano tak dokładnie ziarna.
- W okresach wielkiego głodu z ziarna stokłosy zbieranego na ugorach, przydrożach i w rowach sporządzano zacierkę, kaszę i wypiekano trochę gorzki, ale jadalny chleb.